# 丹平製薬
丹平製薬株式会社（たんぺいせいやく、英称：Tampei Pharmaceutical Co.,Ltd.）は、大阪府茨木市宿久庄に本社を置く製薬会社である。1894年創業。
コーポレート・メッセージは「清潔で健やかな暮らしを創造する」

## 概要
創業者の森平兵衛が、1894年（明治27年）に大阪・心斎橋にて医薬品の製造販売をおこなう「丹平商会」を設立する。社名は当時流行していた屋号「丹波屋」と、自身の苗字から「平」を取って命名された。
過去には、同社が写真関連の薬品、写真用品などを扱っていたことから、1924年（大正13年）に、当時同社が本社を置いていた心斎橋2丁目に「丹平ハウス」を建設し、ここから上田備山、安井仲治などの才能が集まり「丹平写真倶楽部」を結成するなど、難波・心斎橋間のモダニズムに貢献した。
虫歯用痛み止め薬の「新今治水」や、便秘薬「健のう丸」に加え、水虫・たむし用の塗り薬の「アスター軟膏」などの医薬品を取り扱っている。この他にも育児用品やトイレタリー分野では、「アトピタ」シリーズのベビーソープ、ベビーシャンプーなどを発売している。

## 事業所
- 本社・茨木工場：大阪府茨木市宿久庄2丁目7番9号
- 東京支社：東京都中央区日本橋3丁目7番10号　タンペイ日本橋ビル4F
- 門司工場：福岡県北九州市門司区松原1丁目4番1号

## 沿革
- 1894年（明治27年） 創業者・森平兵衛が医薬品製造販売業として丹平商会を大阪・心斎橋に設立
- 1896年（明治29年）「健脳丸」[1]（現・「健のう丸」）を発売
- 1898年（明治31年） 「今治水」発売
- 1924年（大正13年） 大阪・心斎橋に「丹平ハウス」を建設。1階は喫茶で、丹平薬局写真材料部を中心に「丹平写真倶楽部」が集い、赤松麟作の洋画研究所も入居していた[2]
- 1936年（昭和11年） 株式会社に改組
- 1957年（昭和32年） 社名を丹平製薬工業に変更
- 1965年（昭和40年） 現在地に本社・工場を新築・移転
- 1968年（昭和43年） 社名を「丹平製薬株式会社」に変更
- 1973年（昭和48年）「新今治水」発売
- 1987年（昭和62年） 東京・日本橋にタンペイ日本橋ビル（テナントビル）を新築（現在、東京支社が入居）
- 1994年（平成6年）　創業100周年

## 製品
- 新今治水（歯痛の痛み止め）
  - コンジスイQ（ゲルタイプの歯痛の痛み止め）
  - コンジスイとんぷく（服用タイプの解熱鎮痛薬）
- 健のう丸（便秘薬）
- アスター軟膏（たむし・水虫の薬）
- アトピタシリーズほか

### アイデア商品
歯垢が赤く染まり、はっきり見えるようになって磨き残しがわかり、しっかり磨く事の出来る「ハミガキ上手」、「こどもハミガキ上手」や、リコーダー専用の洗浄剤「たて笛まるごと洗い」、へそのゴマを取る専用のクレンジング剤「「おへそ」キレイ」などを販売している。

## その他
- 創業間もない明治期に日本で初めて全国紙に「風吹かぬ日あれど、かぜ引かぬ人はない。丹平の薬を忘れてはならぬ」という、今の企業広告の走りとなる広告を掲載。当時は今治水とアスピリンを模倣した「アンチピリン錠」（今は製造されていない）しか、発売されていなかった製薬会社の名を、世間に浸透させることになった。
- 塩素系漂白剤「アロマ」を発売しているが、元々は丹平製薬ではなく、双信化学工業(1964年まで)→アロマ株式会社が製造販売していたが、1972年に丹平製薬が吸収合併して家庭用品部門にも進出し、現在発売中の「アトピタ」シリーズにも結びついている。「アロマ」は「ニューアロマ」と商標が小変更され2019年に生産、販売終了。
- 「プレイガール」(東京12チャンネル 現テレビ東京)のスポンサーの1社。CM放映。東京進出をねらった(?)効率のよいマーケティング。
- かつては1980年代初頭から2000年頃まで、MBSラジオで昼の時間帯を中心にラジオCMを放映していた。

## CM出演者
- 芳村真理（健脳丸）
- なべおさみ（新今治水）
- 浜かおる（新今治水）
- アゴ勇（新今治水）
- トニー谷（アスター軟膏）
- オール阪神・巨人（アスター軟膏）